# Llista de batles municipals de Sa Pobla
Batles de Sa Pobla.

## Seglexix
Ferran VII
- Llorenç Socies, "de Llorenç" (~1812-~1813)
- Ramon Serra (~1815-~1817
- Pere Crespí (~1818)
- Antoni Tugores (~1821)
- Sebastià Bennassar (~1822)
- Francesc Mir (~1823)
- Melcior Tugores Socies (~1828)

Isabel II
- Andreu Serra (-1863)
- Jaume Andreu Andreu, "es batle Flor" (1863-1867)
- Jaume Socies (~1867)

Restauració
- Joan Serra Caimari (~1877)
- Antoni Palou Pons, "des molí" (~1890-1894)
- Joan Comes Llabres (1895-1901)

## Segle XX
- Joan Comes Llabres (1895-1901)
- Joan Serra Caimari (1901-04)
- Miquel Planes Poquet (1904-05)
- Llorenç Bennassar Bisquerra, "Llorenç de Massana" (1905)
- Bartomeu Cladera Socias (1905)
- Llorenç Bennassar Bisquerra, "Llorenç de Massana" (1905-06)
- Miquel Planes Poquet (1906-09)
- Pere Serra Rayó (1909-12)
- Rafel Torres Cladera (1912-14)
- Ignaci Planes Serra (1914-15)
- Pere Siquier Pizà, "Pedro des Rafal" (1915-16)
- Joan Bennassar Salas (1916-18)
- Bartomeu Cladera Socias "En Gaspar" (1918-20)
- Guillem Torres Cladera (1920-22)
- Jaume Reynés Crespí "Jaume Neca" (1922-23)

Dictadures de Primo de Rivera, Berenguer i Aznar
- Jaume Pons Capó "Jaume Cosme o Corme" (1923-24)
- Jeroni Torres Cladera (1924).
- Miquel Crespí Pons, de Ca'n Verdera (1924-1930)
- Bartomeu Cladera Socias "En Gaspar" (1930-1931)
- Antoni Palou Pons (1931)

II República
- Miquel Serra Siquier, "es Metge Duet". (1931-1936).
- Felip Serra Cladera "Felip Mel", president de la Comissió Gestora (1936)

Dictadura Franquista
- Joan Mas Franch "En Mas", president de la Comissió Gestora (1936-37)
- Rafel Barceló Tugores "Rafel Sion" (1937-38)
- Joan Serra Solivellas "Doctor Ramon" (1938-39)
- Antoni Torrens Borràs "Toni Mama" (1939)
- Llorenç Torrens Borràs "Llorenç Mama", batle accidental (1939-1941).
- Antoni Picó Aguiló "Toni Murero", batle accidental 1r cop (1941).
- Bartomeu Cladera Socias (1941)
- Antoni Picó Aguiló "Toni Murero", batle accidental 2n cop (1941-1942)
- Jaume Cladera Cladera "En Buines" (1942)
- Rafel Barceló Tugores "Rafel Sion" (1942-46)
- Francesc Simó Blay "Es Català" (1946-51)
- Onofre Pons Martorell "Nofre Cosme o Corme" (1951-57)
- Pere Ventayol Quès (1957-69) (Nascut a Alcúdia)
- Rafel Serra Company "Rafel Tianet" (1969-79).

Monarquia constitucional
- Rafel Serra Company "Rafel Tianet" (1979-83) (Independents)
- Antoni Torrens Reynés "Toni Mama" (1983-86) (Convergència Poblera)
- Vicenç Soler Reus "Vicenç Piu" (1986-90) (Convergència Poblera)
- Josep Joan Capó Serra, "Regalat", batle accidental (1990) (Convergència Poblera)
- Vicenç Soler Reus, "Vicenç Piu" (1990-91) (Convergència Poblera)
- Jaume Font Barceló, "Miqueló" (1991-2005) (PP)

## Segle XXI
- Jaume Font Barceló, "Miqueló" (1991-2005) (PP)
- Dr. Antoni Serra Mir "Toni Xineta"(2005-2007) (PP)
- Joan Comes Reus (2007-2011), "en Carrasquet" (Independents per sa Pobla)
- Biel Serra Barceló "Barret de na Morena" (2011-2015) (PP)
- Biel Ferragut Mir "Reginyol" (2015-2019) (Independents per sa Pobla)
- Llorenç Gelabert Crespí (2019-2023) (El Pi-Proposta per les Illes Balears)
- Biel Ferragut Mir "Reginyol" (2023-) (Independents per sa Pobla)